# Kindred Paul
Kindred Paul, född 22 februari 1996 i Alberta, är en kanadensisk vattenpolospelare som ingick i Kanadas damlandslag i vattenpolo vid olympiska sommarspelen 2020 och 2024. Hon tog silver vid panamerikanska spelen 2019 och 2023.
Paul studerade vid University of California, Berkeley där hon spelade för California Golden Bears vattenpololag.